# Хуторская улица (Киев)
Хуторская улица (укр. Хутірська) — улица в Голосеевском районе города Киева, местность Мышеловка. Пролегает от Хуторского переулка до Золотоношской улицы.

## История
Хуторская улица возникла в 30-е годы XX столетия. До 1944 года называлась 41-я Новая (укр. 41-а Нова).

## Застройка
По всей длине Хуторская улица застроена малоэтажными частными домами.